# Eleccions al Consell General d'Aran de 2011
Les eleccions per renovar el Consell General d'Aran, format per 13 consellers generals, que elegeixen el Síndic d'Aran, se celebraren el 22 de maig del 2011, coincidint amb les eleccions municipals.

## Candidats
A continuació s'enumeren els candidats a la presidència del Consell General d'Aran, segons els resultats obtinguts:
- Convergència Democràtica Aranesa (CDA): Carles Barrera Sánchez
- Unitat d'Aran-Partit dels Socialistes de Catalunya (UA-PSC): Francés Boya Alòs
- Partit Renovador d'Arties-Garòs (PRAG): José Antonio Bruna Vilanova
- Partit Popular (PP)

## Lemes de campanya
- CDA: Aran some damb tu (L'Aran suma amb tu)
- UA: Haram mès Aran (Farem més Aran)

## Resultats
| Eleccions al Consell General d'Aran, 22 de maig de 2011 |                                                                       |                     |                 |                    |                     |                          |                       |
|                                                         |                                                                       |                     |                 |                    |                     |                          |                       |
| Llista electoral                                        | Llista electoral                                                      | Cap de llista       | Vots            | Vots               | Consellers          | Consellers               | Consellers            |
| Llista electoral                                        | Llista electoral                                                      | Cap de llista       | Vots (sufragis) | Vots (percentatge) | Consellers (escons) | Consellers (percentatge) | Diferència consellers |
|                                                         | Convergència Democràtica Aranesa-Partit Nacionalista Aranès (CDA-PNA) | Carlos Barrera      | 2.216           | 46,38              | 7                   | 53,85                    | 1                     |
|                                                         | Unitat d'Aran-Progrés Municipal-PSC (UA-PM-PSC)                       | Francés Boya        | 1.965           | 41,13              | 5                   | 38,46                    | 1                     |
|                                                         | Partit Popular (PP)                                                   |                     | 308             | 6,45               | 0                   | 0                        | =                     |
|                                                         | Partit Renovador Arties-Garòs (PRAG)                                  | José Antonio Bruna  | 129             | 2,70               | 1                   | 7,69                     | =                     |
| Cens electoral                                          | Cens electoral                                                        | Cens electoral      | 6.676           | 100%               |                     |                          |                       |
| Participació                                            | Participació                                                          | Participació        | 4.888           | 73,22%             |                     |                          |                       |
| Vots vàlids                                             | Vots vàlids                                                           | Vots vàlids         | 4.778           | 97,75%             |                     |                          |                       |
| Vots a candidatures                                     | Vots a candidatures                                                   | Vots a candidatures | 4.618           | 94,48%             |                     |                          |                       |
| Vots en blanc                                           | Vots en blanc                                                         | Vots en blanc       | 160             | 3,27%              |                     |                          |                       |
| Vots nuls                                               | Vots nuls                                                             | Vots nuls           | 110             | 2,25%              |                     |                          |                       |
| Abstenció                                               | Abstenció                                                             | Abstenció           | 1.788           | 26,78%             |                     |                          |                       |

### Resultats per terçó
| Terçó            |   |   |   | PRAG | Total consellers |
| ---------------- | - | - | - | ---- | ---------------- |
| Arties e Garòs   | 1 |   | 0 | 1    | 2                |
| Castièro         | 2 | 2 | 0 |      | 4                |
| Lairissa         | 1 | 0 | 0 |      | 1                |
| Marcatosa        | 1 | 0 |   |      | 1                |
| Pujòlo           | 1 | 1 | 0 |      | 2                |
| Quate Lòcs       | 1 | 2 | 0 |      | 3                |
| Total consellers | 7 | 5 | 0 | 1    | 13               |

| Terçó                 |       |       |      | PRAG  |
| --------------------- | ----- | ----- | ---- | ----- |
| Arties e Garòs        | 60,39 |       |      | 36,24 |
| Castièro              | 44,75 | 41,65 | 9,87 |       |
| Lairissa              | 56,91 | 36,66 | 4,50 |       |
| Marcatosa             | 52,65 | 42,62 |      |       |
| Pujòlo                | 47,58 | 42,24 | 6,34 |       |
| Quate Lòcs            | 39,74 | 52,46 | 5,34 |       |
| Total percentatge vot | 46,38 | 41,13 | 6,45 | 2,70  |